# Brioche

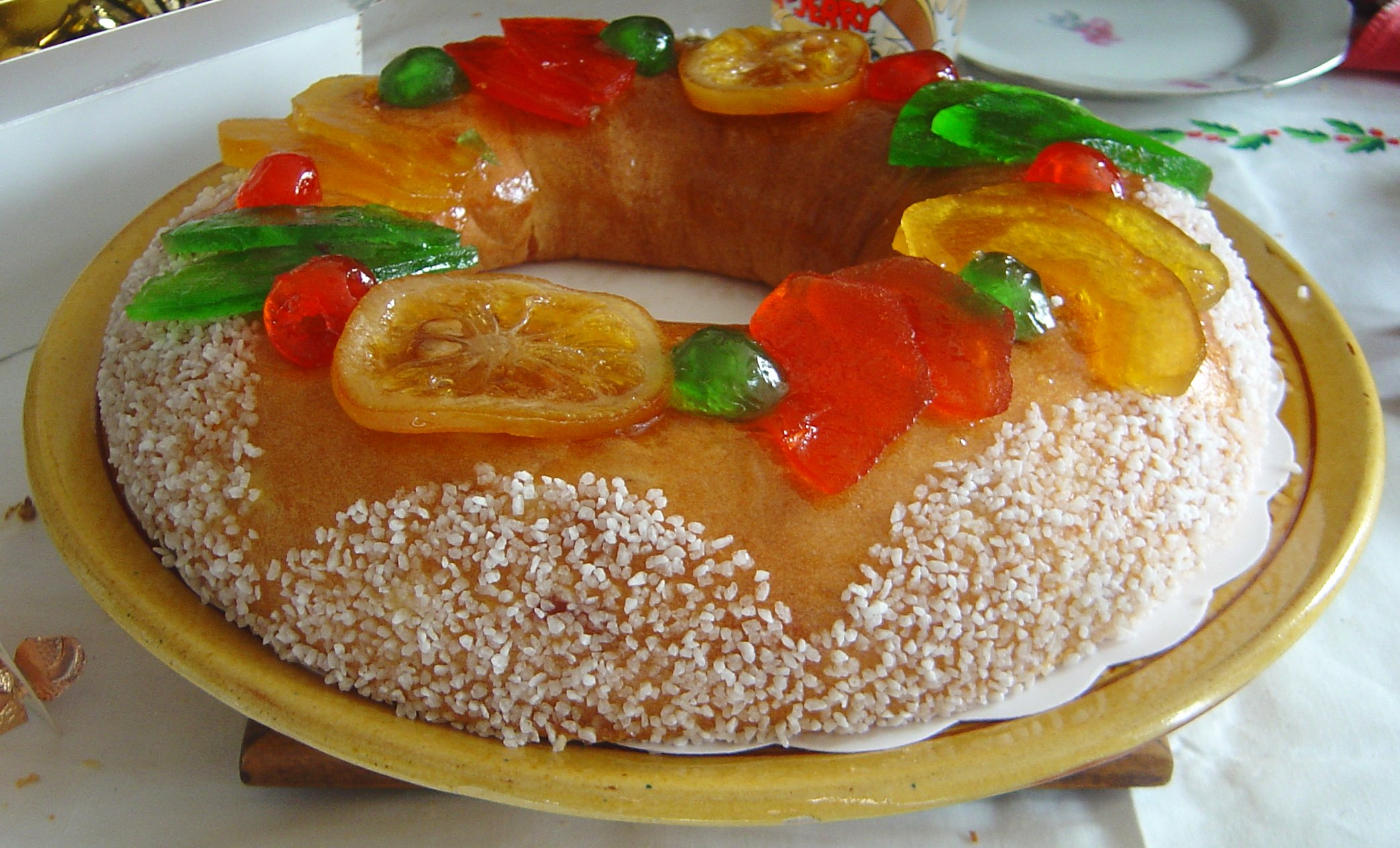
Brioche des Rois, típico durante la Epifanía en Provenza y muy parecido al "roscón de Reyes" de España.

Brioche (IPA: pronunciación en francés: /bʁi.ɔʃ/), pan de yema, bollo, bollo de leche o suizo, es un tipo de pan dulce de origen francés, hecho a base de una pasta con huevos, levadura, leche, mantequilla (400 gramos o más por cada kilogramo de harina) y azúcar. La corteza se dora antes de hornearla obteniendo así su color característico, mientras que la miga es de un amarillo más pálido. Como el pan, suele adoptar múltiples formas, incluso en forma de panes anulares y hexagonales. Es común agregarle pasas al pan como complemento.

## Historia
La palabra brioche aparece en un manuscrito de 1404. Se cree que se originó de una receta tradicional normanda. Se sirve a menudo como pastel o como base de un postre, con muchas variantes locales que añaden algunos ingredientes, rellenos o condimentos propios. También se utiliza como complemento al foie gras o en algunos otros platos de carne.
Jean-Jacques Rousseau, en su autobiografía Las Confesiones de 1783, escribe como "una gran princesa" a la que se le dijo que los campesinos no tenían pan, contestó: "Qu'ils mangent de la brioche!", cuya traducción sería "¡Que coman brioche!", frase popularmente atribuida a María Antonieta.
El bollo de leche trenzado o brioche tressée es similar al jalá. El panettone es un brioche con forma de campana alta, tradicional en Italia. Incorpora uvas pasas y trocitos de corteza de fruta escarchada. En Venezuela cuando se preparan de forma semiesférica se le da el nombre de ambrosía y además lleva dentro de su masa uvas pasas y frutas confitadas, amén de estar espolvoreado con azúcar glas.